# Liste deutscher Bezeichnungen serbischer und montenegrinischer Orte
In dieser Liste werden den (ehemaligen) deutschsprachigen Toponymen von Orten in Serbien und Montenegro (Namen von Städten, Flüssen, Inseln etc.) ihre aktuellen amtlichen Bezeichnungen gegenübergestellt.
Diese Namen waren amtlich und üblicherweise gebräuchlich zu Zeiten, als die Gebiete zur Österreich-Ungarn gehörten. Auch danach im Königreich Jugoslawien trugen Ortschaften mit deutschsprachiger Mehrheitsbevölkerung im Rahmen der zweisprachigen Ortsbeschilderung von 1919 bis 1941 offiziell deutsche Namen. Die Namen sind seit der Vertreibung der donauschwäbischen Zivilbevölkerung aus der Woiwodina (1944 bis 1947) zunehmend in Vergessenheit geraten.
Manche Orte hatten seinerzeit zwei deutschsprachige Bezeichnungen: eine verdeutschte Schreibung des serbischen bzw. ungarischen Ortsnamens sowie einen rein deutschen Namen. Diese rein deutschen Namen wurden vermehrt während der Zeit des Dritten Reichs künstlich geschaffen, als unter den Bewohnern deutscher Abstammung, den sog. Donauschwaben, eine verstärkte Besinnung auf ihr Deutschtum stattfand. Wobei die rein deutschen Namen oft gar nicht in allgemeiner Verwendung standen, wie diverse Heimatbücher und Homepages von Vertriebenen-Ortsgemeinden belegen.

## A
- Apatin: Apatin
- Alexanderkirchen: Ivanovo
- Alisbrunn: Alibunar
- Alt Keer (auch: Altker): Zmajevo
- Alt Letz: Stari Lec
- Altbetsche: Bečej
- Alt-Etschka: Stajićevo
- Altfutok: Futog
- Alt-Morawitza: Moravica
- Alt-Palanka: Banatska Palanka
- Alt-Schowe: Ravno Selo
- Alt-Siwatz: Sivac
- Amselfeld (Landschaft): Kosovo
- Amselfeld (Ort): Fushë Kosova / Kosovo Polje

## B
- Banat Topola: Banatska Topola
- Banater Neudorf: Banatsko Novo Selo
- Batsch: Bač
- Batsch Monoschtor: Bački Monoštor
- Batschka Topola: Bačka Topola
- Bawanischte: Bavanište
- Bekovinenstadt: Bikovo
- Berauersheim: Srpski Miletić
- Bereg: Bački Breg
- Berglobna: Hajdukovo
- Besdan: Bezdan
- Beudra: Novo Miloševo
- Bogjani: Bođani
- Boka: Boka
- Botosch: Botoš
- Botschar: Bočar
- Brestowatz: Bački Brestovac
- Bukin: Mladenovo
- Bulkes: Maglić
- Batschka (Landschaft): Bačka
- Belgrad: Beograd
- Bucht von Kotor: Boka kotorska / ital.: Bocche di Cattaro

## C
- Cattaro (ital.): Kotor
- Cserwenka: Crvenka

## D
- Debeljatscha: Debeljača
- Deliblat: Deliblat
- Despot-Sankt-Iwan: Despotovo
- Deutsch-Elemer: Elemir
- Deutsch-Etschka: Ečka
- Deutsch-Sartscha: Sutjeska (Sarča)
- Deutsch-Zerne: Srpska Crnja
- Dobritza: Dobrica
- Dolowa: Dolovo
- Donauwachenheim: Stanišić
- Dornau: Deronje
- Doroslo: Doroslovo
- Dubowatz: Dubovac
- Duplay: Dupljaja
- Donau: Dunav

## E
- Eimannsruh[2] (siehe → Neu-Siwatz)
- Elisenheim: Belo Blato
- Ernsthausen: Banatski Despotovac

## F
- Feketitsch: Feketić
- Ferdinandsdorf: Novi Kozjak
- Filipsdorf: Bački Gračac
- Frankenberge:    Fruška Gora (Mittelgebirge in Sirmien)
- Franzfeld: Kačarevo

## G
- Galja: Gaj
- Georgshausen: Velika Greda
- Gjargstedt: Đurđin
- Glogau: Glogonj
- Graumarkt: Gakovo
- Grebenatz: Grebenac
- Griechisch Weißenburg: Belgrad
- Groß Gaj: Veliki Gaj
- Groß Betschkerek: Zrenjanin
- Groß-Sredischte: Veliko Središte
- Großtorak: Torak (früher: Begejci)

## H
- Hanfhausen: Odžaci
- Heideschüte: Hajdučica
- Heufeld: Novi Kozarci
- Hochbergshausen: Bački Vinogradi
- Hodschag: Odžaci
- Homolitz: Omoljica

## I
- Idwor: Idvor
- Ilandscha: Ilandža
- Izbischte: Izbište

## J
- Jabuka:    Jabuka (Vojvodina)
- Jarek (auch: Jarmosch): Bački Jarak
- Jarkowatz: Jarkovac
- Jasenau: Jasenovo
- Jollenberg: Čantavir
- Josefsdorf: Žabalj
- Juliusdorf: Telečka

## K
- Kaptalan: Busenje
- Karlowitz:   Sremski Karlovci
- Karlsdorf: Banatski Karlovac
- Kathreinfeld: Ravni Topolovac
- Katsch: Kać
- Kernei: Kljajićevo
- Kikinda: Kikinda
- Klari: Radojevo
- Klein Keer (Kleinker): Bačko Dobro Polje
- Klein Kikinda: Bašaid
- Klein Margit: Banatska Dubica
- Kleinscham: Mali Žam
- Klein-Sredischte: Malo Središte
- Kleintorak: Torak (früher: Begejci)
- Klek: Klek
- Königsdorf: Opovo
- Kowatschitza: Kovačica
- Krotzka: Grocka
- Kruschtschitz: Kruščica
- Kubin: Kovin
- Kudritz: Gudurica
- Kulpin: Kulpin
- Kuschitz: Kusić
- Kuschtilj: Kuštilj
- Kutzura: Kucura

## L
- Lagerdorf: Straža
- Lazarfeld: Lazarevo
- Liebfrauendorf: Gospođinci
- Ludwiga: Ljutovo
- Ludwigsdorf: Padina
- Lukasdorf: Lukino Selo

## M
- Maria-Theresiopel: Subotica
- Markowitschewo: Markovićevo
- Mastort: Novi Kozarci
- Melenze: Melenci
- Mesitsch: Mesić
- Michajlowo: Mihajlovo
- Milititsch: Srpski Miletić
- Modosch: Jaša Tomić
- Mokrin: Mokrin
- Mramorak: Mramorak
- Montenegro: Crna Gora
- Muschla: Mužlja

## N
- Nagelsdorf: Bajmok
- Nakodorf: Nakovo
- Neu Itebe: Novi Itebej
- Neu-Betsche: Novi Bečej
- Neudorf an der Donau: Bačko Novo Selo
- Neufutok: Futog
- Neu-Kanischa: Novi Kneževac
- Neu-Palanka: Banatska Palanka
- Neu-Pasua: Nova Pazova
- Neu-Sartscha: Sutjeska
- Neu-Schowe: Ravno Selo
- Neusin: Neuzina
- Neu-Siwatz: Sivac
- Neuzerne: Nova Crnja
- Nikolinzi: Nikolinci
- Neusatz a.d. Donau: Novi Sad

## P
- Passarowitz: Požarevac
- Paulisch: Pavliš
- Peterwardein: Petrovaradin
- Pantschowa: Pančevo
- Parabutsch: Ratkovo
- Pardan: Međa
- Perlas: Perlez
- Petersdorf: Vladimirovac
- Petersheim: Sečanj
- Plankenburg: Bačka Palanka
- Plawingen: Plavna
- Ploschitz: Pločica

## O
- Oberndorf: Obrovac (ungarisch: Boroc)
- Orlowat: Orlovat

## R
- Rebenberg: Kaluđerovo
- Riedau: Riđica
- Ringdorf: Kolut
- Ritischevo: Ritiševo
- Rogendorf: Banatski Dvo
- Rothkirchen: Crvena Crkva
- Rotweil: Crvenka
- Rudolfsgnad: Knićanin
- Ruskodorf: Rusko Selo
- Rustendorf: Banatski Brestovac

## S
- Samosch: Samoš
- Sanddorf: Šušara
- Sankt Georgen an der Bega: Žitište
- Sankt Hubert: Banatsko Veliko Selo
- Sankt Johann an der Schanze: Prigrevica
- Sankt Nikolaus an der Theiß: Ostojićevo
- Sankt-Johann: Barice
- Schajkasch-Sentiwan: Šajkaš
- Schönau: Gajdobra
- Schowe (siehe → Alt-Schowe, Neu-Schowe)
- Schumarak: Šumarak
- Schurjan: Šurjan
- Sekitsch: Lovćenac
- Selleusch: Seleuš
- Semendria: Smederevo
- Semlin: Zemun
- Serbisch-Itebe:Srpski Itebej
- Setschanfeld: Dužine
- Sigmundsfeld: Lukićevo
- Siwatz (siehe → Alt-Siwatz, Neu-Siwatz)
- Skorenowatz: Skorenovac
- Sombor: Sombor
- Sotschitza: Sočica
- St. Thomas: Srbobran
- Startschowa: Starčevo
- Stephansfeld: Krajišnik
- Save (älter auch Sau): Sava
- Serbien: Srbija
- Syrmien (Landschaft): Srem

## T
- Temeri: Temerin
- Tomaschewatz: Tomaševac
- Tomsdorf: Hetin
- Torschau: Savino Selo
- Tscheb: Čelarevo
- Tschenta: Čenta
- Tschernabara: Crna Bara
- Tschesterek/Tschestereg: Čestereg
- Tschonopel: Čonoplja
- Theiß: Tisa (Fluss)

## U
- Ulma: Uljma
- Ulmenau: Bački Brestovac
- Ürmenhausen: Jermenovci

## V
- Vojlowitz: Vojlovica

## W
- Wajska: Vajska
- Waldau: Sonta
- Waldneudorf: Budisava
- Wattin: Vatin
- Weißkirchen: Bela Crkva
- Wekerledorf: Nova Gajdobra
- Weprowatz: Kruščić
- Werbass: Vrbas
- Wlajkowatz: Vlajkovac
- Wojwodintz: Vojvodinci
- Wolfingen: Karavukovo
- Wolfsburg: Kula
- Werschetz:   Vršac

## Z
- Zelebjen: Kelebija
- Zichydorf: Plandište